# 阿爾塔薛西斯一世
阿尔塔薛西斯一世，又譯亞他薛西斯一世（古波斯楔形文字：𐎠𐎼𐎫𐎧𐏁𐏂𐎠；波斯語：‎，Ardeshir；？—前425年），是波斯帝国阿契美尼德王朝的国王（前465年－前425年在位），薛西斯一世之子，可能是《聖經》以斯拉記、尼希米記中提到的波斯王亞達薛西。禁衛軍司令阿爾達班謀殺薛西斯，並立他為君，幾個月後阿爾塔薛西斯親手殺掉阿爾達班。
在他統治期間，帝國曾發生幾次叛亂。與希臘在欧里梅敦战役之後，幫助雅典人的敵人對抗雅典。前451年，阿尔塔薛西斯在埃及大败埃及-希腊联军，并摧毁了希腊包括援军在内的所有军队，雅典因丧失了对地中海的绝对统治而感到恐惧，便将提洛同盟的金庫從提洛島移入雅典卫城，这不可避免地导致雅典与波斯帝国在公元前450年重开战端，但客蒙率领雅典军队对塞浦路斯岛上的奇提翁城邦（今拉纳卡）的围困无果而终，客蒙本人也于同年去世。塞浦路斯的薩拉米斯战役后，双方均无力再战，随即于公元前449年簽訂卡里阿斯和約。阿爾塔薛西斯一世曾庇護被雅典放逐的地米斯托克利，並任命他为马格尼西亚总督。